# とおるす
とおるす は、日本のア・カペラクリエイター、YouTuber。

## 人物
自身のYouTubeチャンネルで、自らア・カペラアレンジ・歌唱したカバー楽曲を数多く公開している。一人多録のほか、多くのアマチュアア・カペラシンガーとコラボし、100万回以上再生された動画は10本以上にのぼる。
一方、作曲活動も行い、ゴスペラーズ等への楽曲提供の他、CMロゴ制作や、小学校の公式卒業テーマソングの提供も行う。
2021年7月にア・カペラグループ Rabbit Cat を結成した。

## 楽曲参加・楽曲提供
- ラッツ&スター 佐藤善雄 - 「Sixty Candles」 （共編曲）2016年6月[4]
- ダーリン・イン・ザ・フランキス - 「真夏のセツナ」 （Backing Vocals、「統谷貫」名義）2018年3月[5]
- RAINZ（朝鮮語版）
  - 「好きなんて」 （コーラス）2018年7月[4]
  - 「虹」 （コーラス）2018年10月[4]
- しらスタ - 「ハッピーオネエ物語」 （音楽制作、共作詞）2020年1月[6]
- 木山裕策 - 「home - Acappella ver.」 （歌唱出演）2020年8月[7]
- 海蔵亮太 -「Make you happy」（編曲）2021年2月[8]
- ゴスペラーズ
  - 「I Want You」 （作曲）2021年3月
  - 「誰かのシャツ」 （共作曲）2021年3月
- ファンタ - Web CM （出演・アカペラジングル制作）2021年4月[4]
- アオペラ -aoppella!?-
  - 「天体観測」 （アカペラアレンジ）2021年7月[9]
  - 「Let it snow, Let it snow, Let it snow」 （共作詞・作曲・編曲）2021年12月[10]
  - 「Follow Me」 （共作曲）2022年6月[11]
- Little Glee Monster
  - 「Break out of your bubble」（作詞・共作曲編曲）2024年10月
  - 「For Decades」（共作詞作曲編曲）2025年2月